# How Come
«How Come» — другий сингл з другого студійного альбому гурту D12 D12 World, виданий 8 червня 2004 р. RIAA надала йому    золотий статус.

## Зміст
У пісні розповідається про напружені відносини всередині гурту, зокрема між Емінемом та Пруфом. Свого часу існувало припущення, що у пісні йде мова про Royce da 5'9". Проте сам репер це заперечив.

## Відеокліп
У відео зображено бійку між Емінемом та іншими учасниками гурту в офісі Shady Records. Вони обговорюють те, як Eminem став зіркою та як група довгий час не могла підписати контракт з лейблом. Члени колективу заздрять Маршалу, однак, на його думку, у них нема на це жодних підстав.
У другому куплеті Kon Artis розповідає про випадок, коли він побачив, як Кім зраджувала Емінема з іншим хлопцем. Відеокліп закінчується кадрами з відео Git Up. На початку кліпу можна побачити домашнє відео, в якому Proof представляє публіці Емінема і запрошує його на сцену.

## Список пісень
Британський CD-сингл
| #  | Назва                   | Продюсер(и) | Тривалість |
| -- | ----------------------- | ----------- | ---------- |
| 1. | «How Come»              | Witt та Pep | 4:41       |
| 2. | «40 Oz.»                | Trackboyz   | 4:08       |
| 3. | «How Come (Video)»      |             | 4:41       |
| 4. | «40 Oz. (Video)»        |             | 4:08       |
| 5. | «40 Oz. (Instrumental)» | Trackboyz   | 4:08       |

Європейський CD-сингл
| #  | Назва              | Продюсер(и) | Тривалість |
| -- | ------------------ | ----------- | ---------- |
| 1. | «How Come»         | Witt та Pep | 4:41       |
| 2. | «40 Oz.»           | Trackboyz   | 4:08       |
| 3. | «How Come (Video)» |             | 4:41       |
| 4. | «40 Oz. (Video)»   |             | 4:08       |

## Чартові позиції
| Чарт (2004)                        | Найвища позиція |
| ---------------------------------- | --------------- |
| Австралія                          | 4               |
| Австрія                            | 17              |
| Валлонія                           | 26              |
| Велика Британія                    | 4               |
| Данія                              | 5               |
| Ірландія                           | 4               |
| Італія                             | 17              |
| Нідерланди                         | 7               |
| Німеччина                          | 15              |
| Нова Зеландія                      | 6               |
| Норвегія                           | 10              |
| США                                | 27              |
| US Billboard Hot Rap Songs         | 18              |
| US Billboard Hot R&B/Hip-Hop Songs | 68              |
| Фландрія                           | 15              |
| Швейцарія                          | 17              |
| Швеція                             | 42              |

## Кавер-версія
На шоу Live Lounge, яке транслюється на радіостанції BBC Radio 1, британський рок-гурт Embrace виконав кавер-версію на «How Come». Колектив залишив лише слова Емінема, куплети Kon Artis та Пруфа вирізали. Пісня з'явилась на синглі «Ashes» та компіляції Dry Kids: B-Sides 1997-2005.